# أرلين وليامز
أرلين وليامز (بالإنجليزية: Arlene Williams)‏ هي طاهية أمريكية، ولدت في 9 يناير 1946، وتوفيت في 20 سبتمبر 2017.